# Johann Vera
Johann Alexander Vera Tapia (Guayaquil, Ecuador, 4 de diciembre de 1995) más conocido como Johann Vera, es un cantante, compositor y actor ecuatoriano.
Comenzó su carrera a los 10 años participando en el programa de televisión colombiano Factor X junto a Camilo y Greeicy. Luego participó en La Banda, un reality creado por Ricky Martin y Simon Cowell. En ambos casos, quedó en el grupo de finalistas.
Trabajando como artista independiente, ha lanzado varios singles como «Donde Nací», «Vuelo a París» y «Pretty Girl», y se ha presentado en programas de televisión como Champeta (Disney Channel), Club 57 (Nickelodeon), Kally's Mashup, y otros.
En 2020, Vera representó a Ecuador en el Festival Internacional de la Canción de Viña del Mar, ganando una «Gaviota de Plata»; el segundo premio recibido por un artista ecuatoriano.

## Filmografía

### Televisión
| Año       | Programas                       | Rol      | País     |
| --------- | ------------------------------- | -------- | -------- |
| 2020-2021 | Club 57                         | Nero     | Colombia |
| 2024      | MasterChef Celebrity Ecuador    | Él mismo | Ecuador  |
| 2025      | Champeta, el ritmo de la tierra | Michael  | Colombia |

### Películas
| Año  | Título                                   | Personaje | Director    |
| ---- | ---------------------------------------- | --------- | ----------- |
| 2021 | Kally's Mashup ¡Un cumpleaños muy Kally! | Storm     | Jorge Navas |
| 2025 | Fatal Exposure                           | Julio     | Sam Coyle   |